# Vuelta a Colombia 2008
La 58.ª edición de la Vuelta a Colombia tuvo lugar entre el 10 y el 25 de mayo de 2008. El boyacense Giovanni Báez se coronó campeón con un tiempo de 50 h, 25 min y 55 s. Báez de 27 años de edad fue el ciclista No 33 en ganar la competencia. La última etapa realizada en las calles de la ciudad de Cali fue ganada por Artur García. 

## Equipos participantes
| Equipo                                                  | Cód. UCI | Categoría   |
| ------------------------------------------------------- | -------- | ----------- |
| Blanco del Valle - Frutidelicias                        |          | Aficionado  |
| Boyacá es para Vivirla - Paipa - Lecheboy               |          | Aficionado  |
| Colombia es Pasión Coldeportes                          | CEP      | Continental |
| EBSA - Coordinadora                                     |          | Aficionado  |
| Gobernación del Zulia - Alcaldía de Cabimas (Venezuela) |          | Aficionado  |
| Gobernación Nariño - Santander - Alkosto                |          | Aficionado  |
| GW Shimano - EPM                                        |          | Aficionado  |
| IDRD - Bogotá Positiva                                  |          | Aficionado  |
| Iglesia Adventista del Séptimo Día                      |          | Aficionado  |
| Indeportes Antioquia - FLA - IDEA                       |          | Aficionado  |
| Lotería de Boyacá                                       |          | Aficionado  |
| Lotería del Táchira (Venezuela)                         |          | Aficionado  |
| Multirepuestos Bosa - Jeans Zawer                       |          | Aficionado  |
| Orgullo Santuariano                                     |          | Aficionado  |
| Postal Express                                          |          | Aficionado  |
| Rock Racing (USA)                                       | RRC      | Continental |
| UNE                                                     |          | Aficionado  |

## Etapas
| Etapa      | Fecha      | Recorrido                              | Distancia (km) | Ganador                          | Líder                        |
| ---------- | ---------- | -------------------------------------- | -------------- | -------------------------------- | ---------------------------- |
| Prólogo    | 10 de mayo | Barrancabermeja                        | 8,4            | Santiago Botero                  | Santiago Botero              |
| 1.ª etapa  | 11 de mayo | Barrancabermeja - Bucaramanga          | 146,9          | Arthur García                    | Carlos Ospina Arthur García  |
| 2.ª etapa  | 12 de mayo | Piedecuesta - El Socorro               | 136,4          | John Freddy García               | Carlos Ospina Óscar Álvarez  |
| 3.ª etapa  | 13 de mayo | El Socorro - Tunja                     | 170,3          | Santiago Ojeda                   | Carlos Ospina Santiago Ojeda |
| 4.ª etapa  | 14 de mayo | Tunja - La Vega                        | 192            | Jefferson Vargas                 | Wilson Cepeda                |
| 5.ª etapa  | 15 de mayo | San Francisco - La Dorada              | 135            | Edgar Fonseca                    | Wilson Cepeda                |
| 6.ª etapa  | 16 de mayo | Puerto Triunfo\|Doradal - El Santuario | 115,3          | Rafael Montiel Óscar Álvarez     | Wilson Cepeda                |
| 7.ª etapa  | 17 de mayo | Rionegro - La Unión                    | 163.6          | Víctor Hugo Peña                 | Wilson Cepeda                |
| 8.ª etapa  | 18 de mayo | Medellín - Alto de Santa Elena         | 31             | Hernán Buenahora Giovanni Báez   | Giovanni Báez                |
| 9.ª etapa  | 20 de mayo | Caldas - Manizales                     | 173            | Óscar Sevilla                    | Giovanni Báez                |
| 10.ª etapa | 21 de mayo | Manizales - Mariquita                  | 176,8          | Diego Calderón                   | Giovanni Báez                |
| 11.ª etapa | 22 de mayo | Mariquita - La Línea                   | 186            | Hernán Buenahora Mauricio Ortega | Giovanni Báez                |
| 12.ª etapa | 23 de mayo | Quimbaya - Pereira                     | 158,2          | Wilson Marentes                  | Giovanni Báez                |
| 13.ª etapa | 24 de mayo | Cartago - Cali                         | 190,4          | César Salazar                    | Giovanni Báez                |
| 14.ª etapa | 25 de mayo | Circuito Juegos Nacionales en Cali     | 96             | Arthur García                    | Giovanni Báez                |

## Clasificaciones finales

### Clasificación general
Los diez primeros en la clasificación general final fueron:
| Clasificación general |                    |                         |                  |
| Ciclista              | Ciclista           | Equipo                  | Tiempo           |
| --------------------- | ------------------ | ----------------------- | ---------------- |
| 1.º                   | Giovanni Báez      | Une Orbitel             | 50 h 25 min 55 s |
| DSQ                   | Hernán Buenahora   | Lotería de Boyacá       | a 2 min 00 s     |
| 2.º                   | Mauricio Ortega    | Une Orbitel             | + 3 min 14 s     |
| 3.º                   | Alejandro Ramírez  | GW Shimano-EPM          | + 3 min 29 s     |
| 4.º                   | Diego Calderón     | Blanco del Valle Frugos | + 4 min 36 s     |
| 5.º                   | Víctor Niño        | Coordinadora-EBSA       | + 5 min 24 s     |
| 6.º                   | Juan Diego Ramírez | GW Shimano              | + 5 min 33 s     |
| 7.º                   | Iván Parra         | Colombia es Pasión      | + 7 min 02 s     |
| 8.º                   | Óscar Sevilla      | Rock Racing             | + 7 min 45 s     |
| 9.º                   | Francisco Colorado | GW Shimano              | + 8 min 27 s     |
| 10.º                  | Noel Vásquez       | Alcaldía de Cabimas     | + 9 min 06 s     |

### Clasificación de la montaña
| Clasificación de la montaña |                         |                                   |        |
| Ciclista                    | Ciclista                | Equipo                            | Puntos |
| --------------------------- | ----------------------- | --------------------------------- | ------ |
| 1.º                         | Fabio Nelson Montenegro | Blanco del Valle - Frutidelicias  | 99     |
| 2.º                         | Juan Pablo Wilches      | Multirepuestos Bosa - Jeans Zawer | 93     |
| 3.º                         | Diego Mauricio Calderón | Blanco del Valle - Frutidelicias  | 64     |

### Clasificación de las metas volantes
| Clasificación de las metas volantes |                          |                                           |        |
| Ciclista                            | Ciclista                 | Equipo                                    | Puntos |
| ----------------------------------- | ------------------------ | ----------------------------------------- | ------ |
| 1.º                                 | Arthur García Rincón     | Lotería del Táchira                       | 58     |
| 2.º                                 | Juan Alejandro García    | GW Shimano - EPM                          | 43     |
| 3.º                                 | Jefferson Vargas Pacheco | Boyacá es para Vivirla - Paipa - Lecheboy | 39     |

### Clasificación de la regularidad
| Clasificación de la regularidad |                      |                     |        |
| Ciclista                        | Ciclista             | Equipo              | Puntos |
| ------------------------------- | -------------------- | ------------------- | ------ |
| 1.º                             | Óscar Sevilla        | Rock Racing         | 127    |
| 2.º                             | Arthur García Rincón | Lotería del Táchira | 98     |
| 3.º                             | John Freddy García   | UNE                 | 85     |

### Clasificación de los novatos
| Clasificación de los novatos |                         |                                   |                  |
| Ciclista                     | Ciclista                | Equipo                            | Tiempo           |
| ---------------------------- | ----------------------- | --------------------------------- | ---------------- |
| 1.º                          | John Darwin Atapuma     | Indeportes Antioquia - FLA - IDEA | 48 h 31 min 41 s |
| 2.º                          | Diego Fernando Quintero | EBSA - Coordinadora               | + 20 s           |
| 3.º                          | Alexander Norberto Cano | Indeportes Antioquia - FLA - IDEA | + 7 min 56 s     |

### Clasificación sub-23
| Clasificación sub-23 |                       |                                   |                   |
| Equipo               | Equipo                | Tiempo                            |                   |
| -------------------- | --------------------- | --------------------------------- | ----------------- |
| 1.º                  | John Darwin Atapuma   | Indeportes Antioquia - FLA - IDEA | 48 h 31 min 41 s  |
| DQS                  | Juan Guillermo Castro | IDRD - Bogotá Positiva            | + 1 h 48 min 50 s |
| 2.º                  | Winner Anacona        | IDRD - Bogotá Positiva            | + 1 h 50 min 37 s |

### Clasificación por equipos
| Clasificación por equipos |                   |                   |
| Equipo                    | Equipo            | Tiempo            |
| ------------------------- | ----------------- | ----------------- |
| 1.º                       | GW Shimano-EPM    | 150 h 57 min 49 s |
| 2.º                       | Lotería de Boyacá | + 58 s            |
| 3.º                       | UNE               | + 6 min 19 s      |